# Coregonus
Coregonus – rodzaj ryb z rodziny łososiowatych (Salmonidae).

## Systematyka
Takson został opisany w 1758 przez Karola Linneusza w Systema Naturae jako podrodzaj w obrębie rodzaju Salmo.
Systematycy wyróżniają wiele gatunków, podgatunków i lokalnych form geograficznych. Relacje pokrewieństwa pomiędzy nimi są trudne do ustalenia z powodu szerokiego zasięgu ich występowania, dużych zdolności przystosowawczych, hybrydyzacji i introgresji.

## Klasyfikacja
Gatunki zaliczane do tego rodzaju:
| - Coregonus albellus - Coregonus albula – sielawa europejska, sielawa bałtycka, sielawa - Coregonus alpenae - Coregonus alpinus - Coregonus anaulorum - Coregonus arenicolus - Coregonus artedi – sielawa amerykańska - Coregonus atterensis - Coregonus austriacus - Coregonus autumnalis – omul - Coregonus baerii – sieja wołchowska, sigołów - Coregonus balticus - Coregonus baunti – sielawa północna - Coregonus bavaricus - Coregonus bezola - Coregonus candidus - Coregonus chadary – chadar - Coregonus clupeaformis – sieja kanadyjska - Coregonus clupeoides - Coregonus confusus - Coregonus danneri - Coregonus duplex - Coregonus fatioi - Coregonus fera - Coregonus fontanae - Coregonus gutturosus - Coregonus heglingus - Coregonus hiemalis – sielawa lemańska - Coregonus hoferi - Coregonus holsata - Coregonus hoyi - Coregonus huntsmani - Coregonus johannae - Coregonus kiletz – kilec - Coregonus kiyi - Coregonus ladogae - Coregonus laurettae - Coregonus lavaretus – sieja pospolita, sieja, głąbiel, brzona - Coregonus lucinensis - Coregonus lutokka - Coregonus macrophthalmus - Coregonus maraena – sieja miedwiańska, sieja miedwieńska - Coregonus maraenoides – sieja czudska, sieja pejpuska | - Coregonus maxillaris - Coregonus megalops – sieja szalska - Coregonus migratorius – omul bajkalski - Coregonus muksun – muksun - Coregonus nasus – czyr, szczokur, sieja ostronosa - Coregonus nelsonii - Coregonus nigripinnis - Coregonus nilssoni – sieja szlachetna - Coregonus nipigon - Coregonus nobilis - Coregonus oxyrinchus – sieja ostropyska - Coregonus palaea - Coregonus pallasii - Coregonus peled – peluga, syrok, peled - Coregonus pennantii - Coregonus pidschian – sieja piżjan, piżjan - Coregonus pollan - Coregonus pravdinellus - Coregonus reighardi - Coregonus renke - Coregonus restrictus - Coregonus sardinella – sielawa syberyjska, śledź obski - Coregonus stigmaticus - Coregonus subautumnalis - Coregonus suidteri - Coregonus trybomi - Coregonus tugun – tugun, śledź soswiński - Coregonus ussuriensis – sieja ussuryjska - Coregonus vandesius - Coregonus vessicus - Coregonus wartmanni – sieja błękitna - Coregonus widegreni – sieja wolasta - Coregonus zenithicus – sieja krótkoszczęka - Coregonus zuerichensis - Coregonus zugensis |

Gatunkiem typowym jest Salmo lavaretus (C. lavaretus).

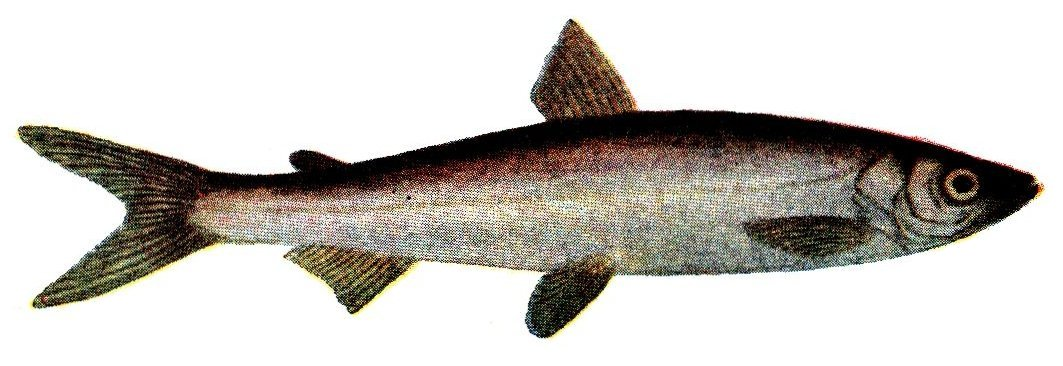
Coregonus albula
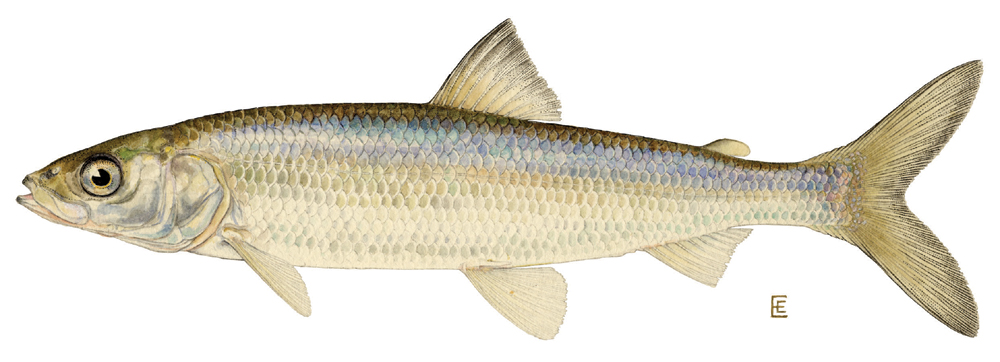
Coregonus artedi
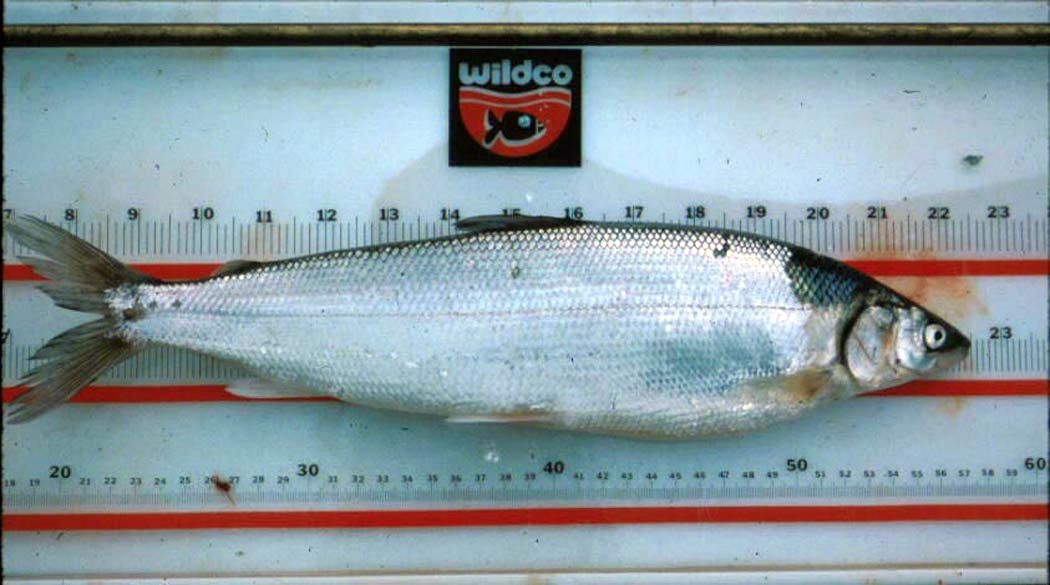
Coregonus autumnalis
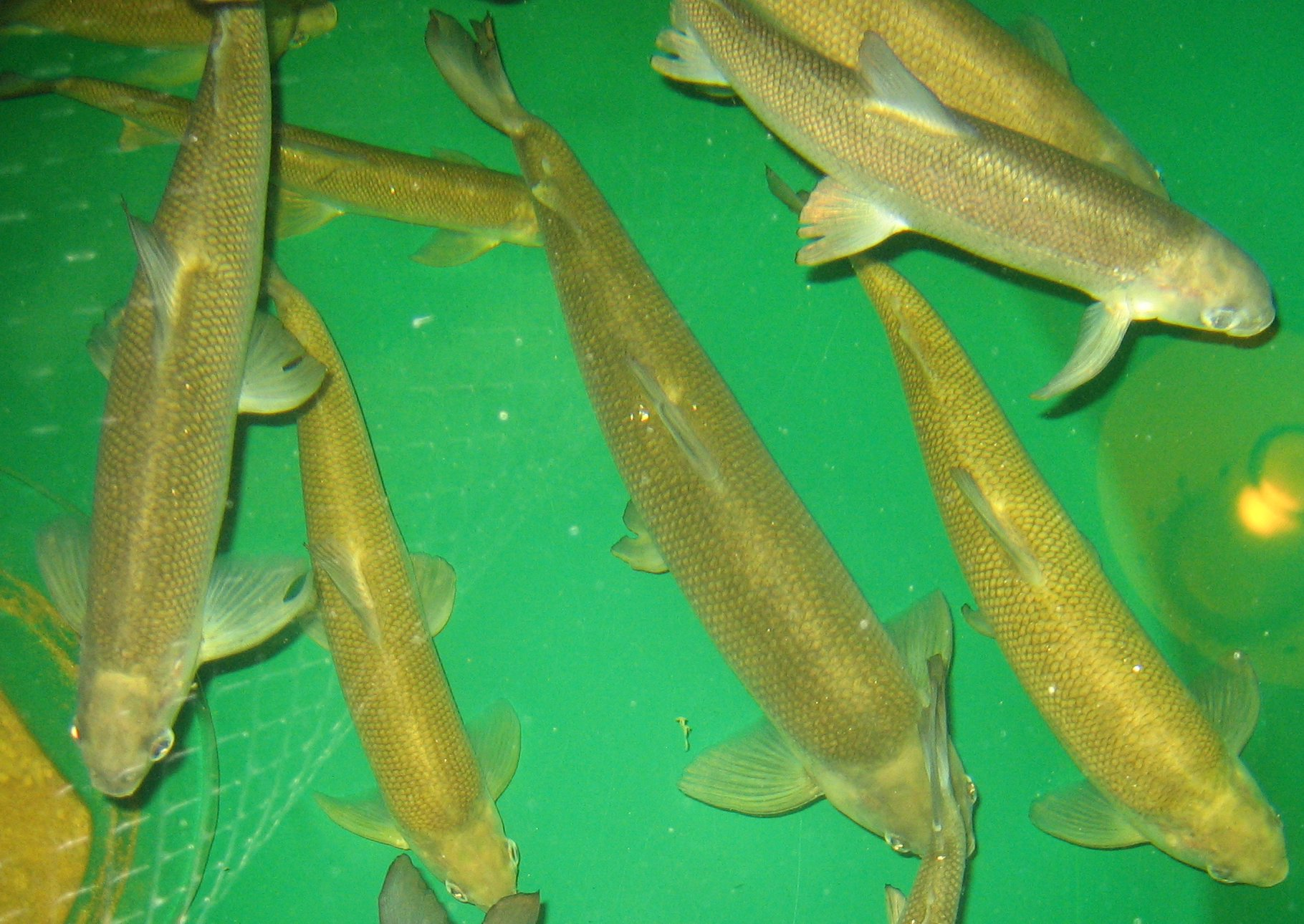
Coregonus clupeaformis
Coregonus fera
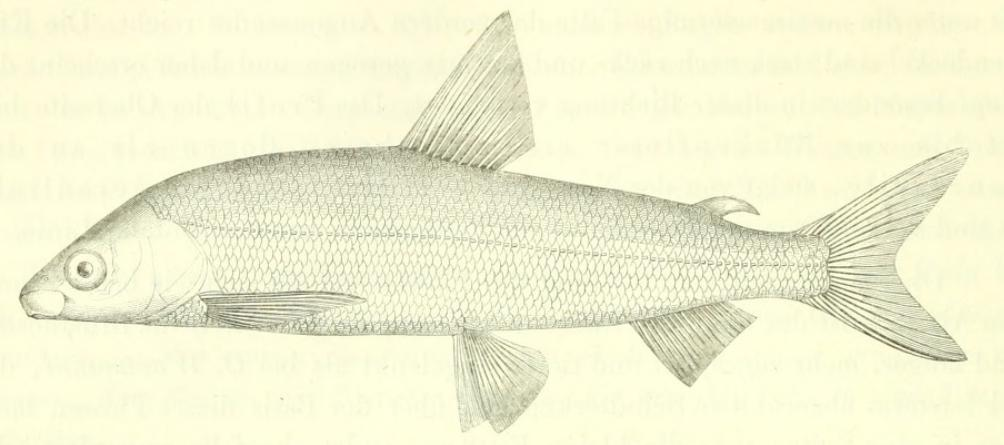
Coregonus gutturosus
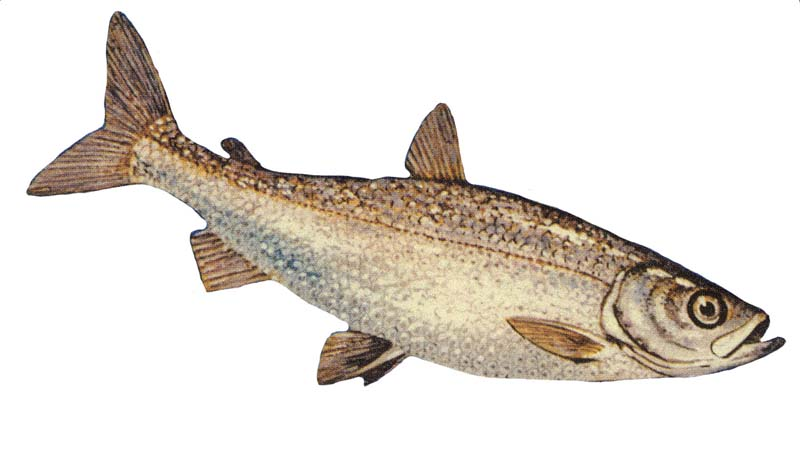
Coregonus hoyi
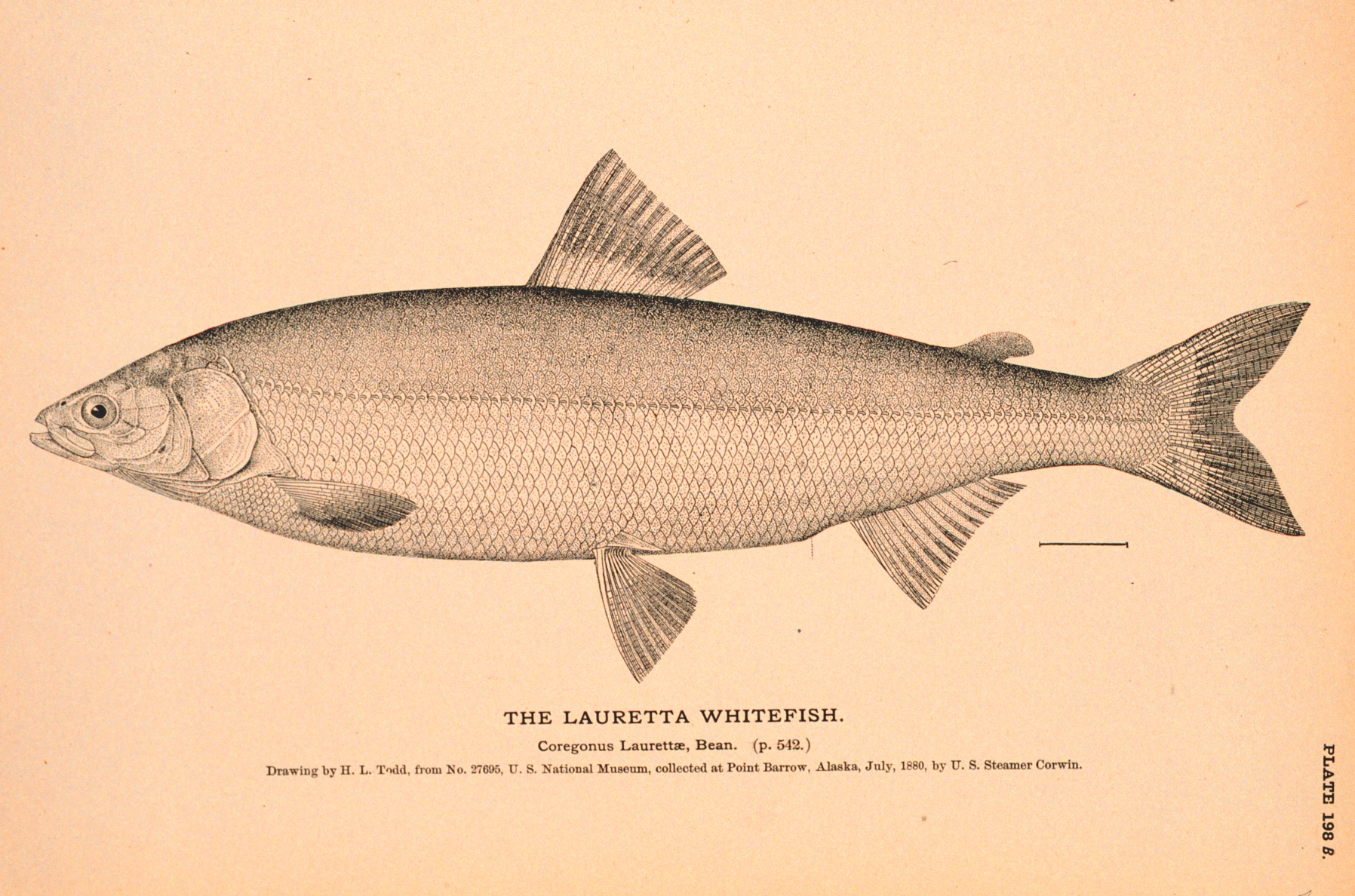
Coregonus laurettae
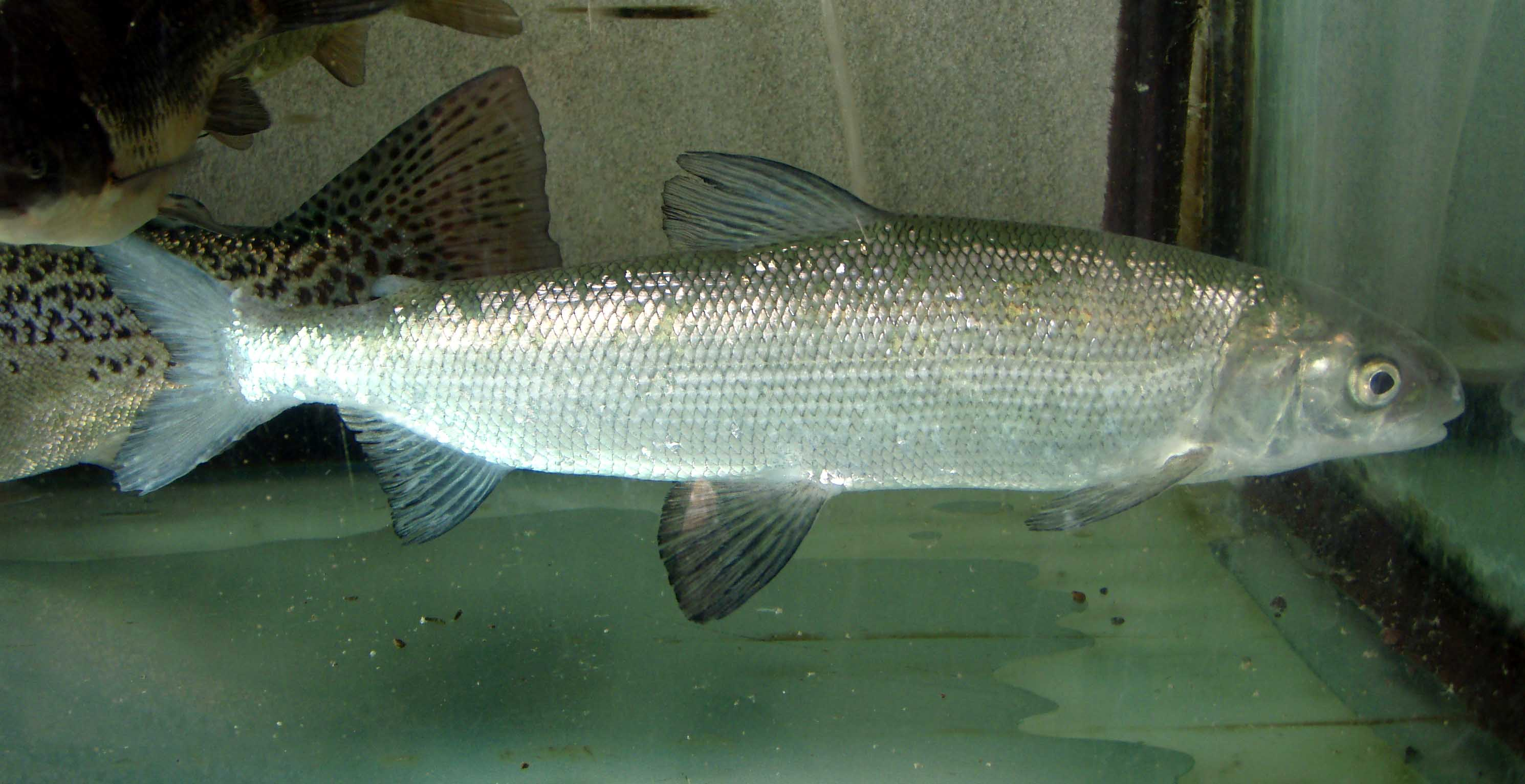
Coregonus maraena
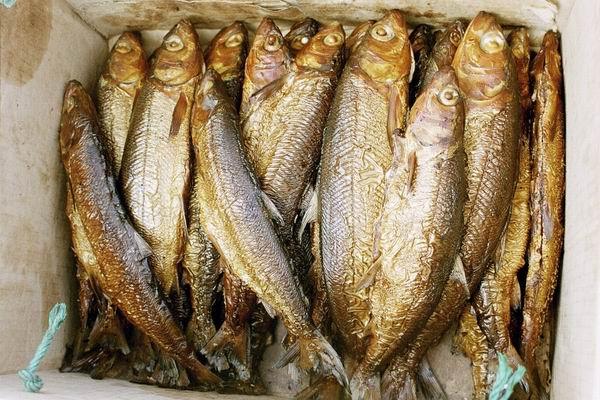
Coregonus migratorius
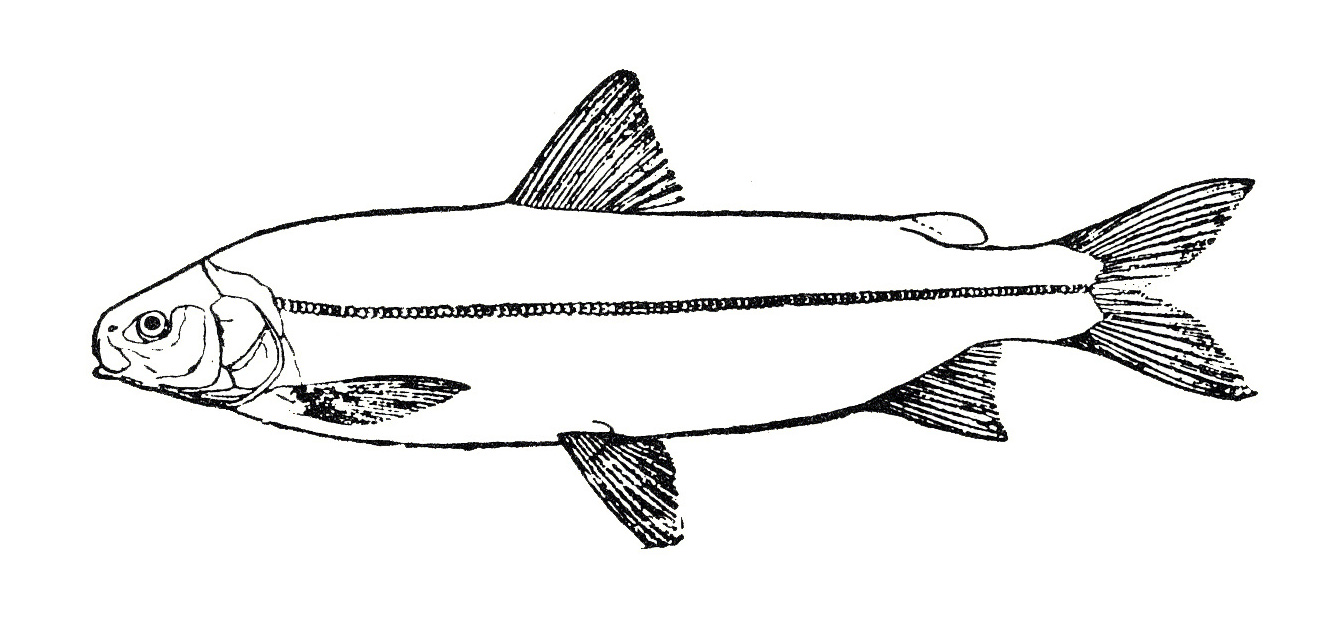
Coregonus nasus
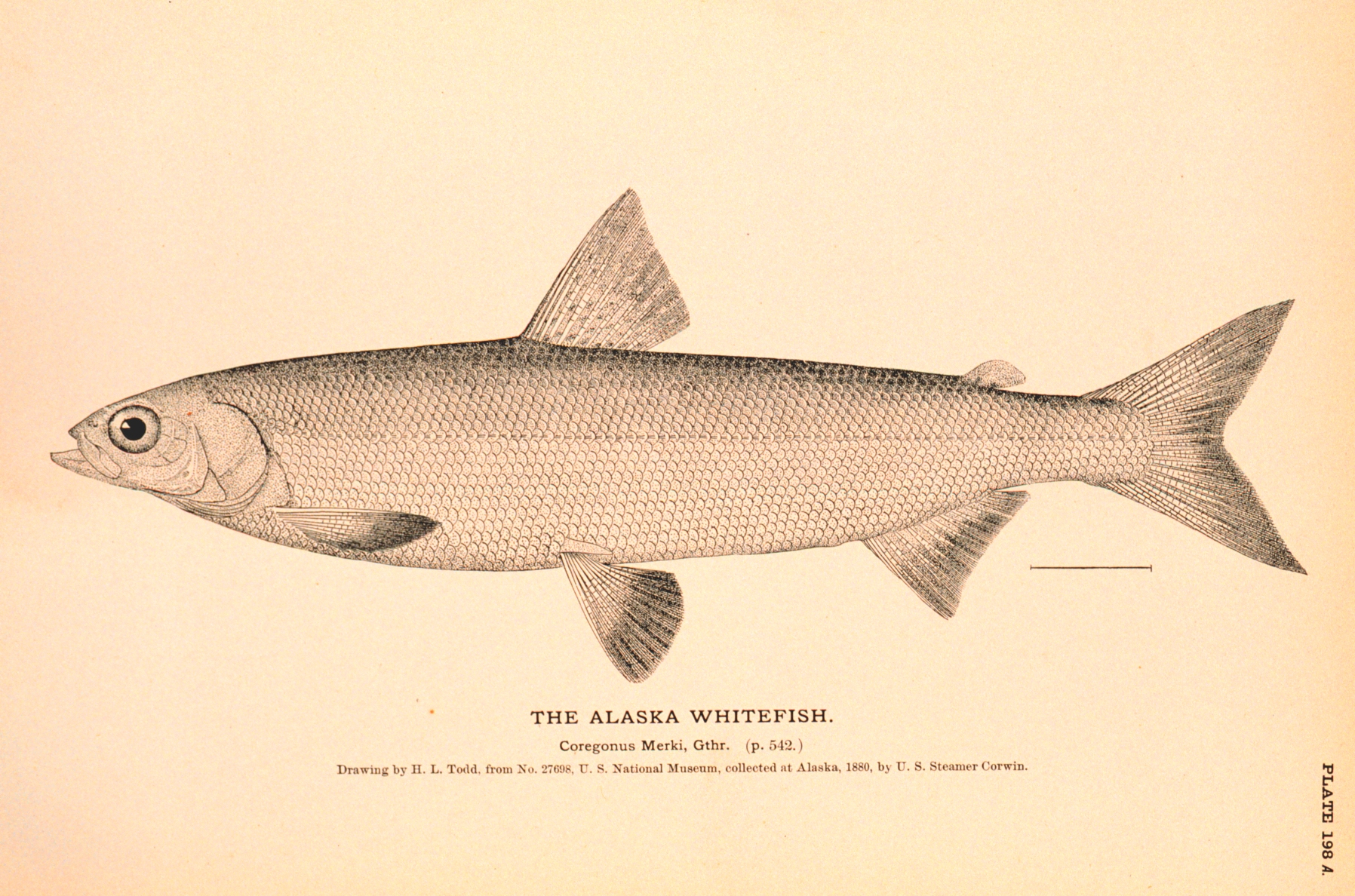
Coregonus nelsonii
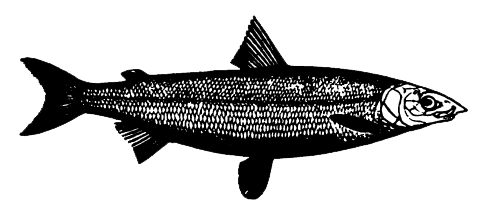
Coregonus oxyrinchus
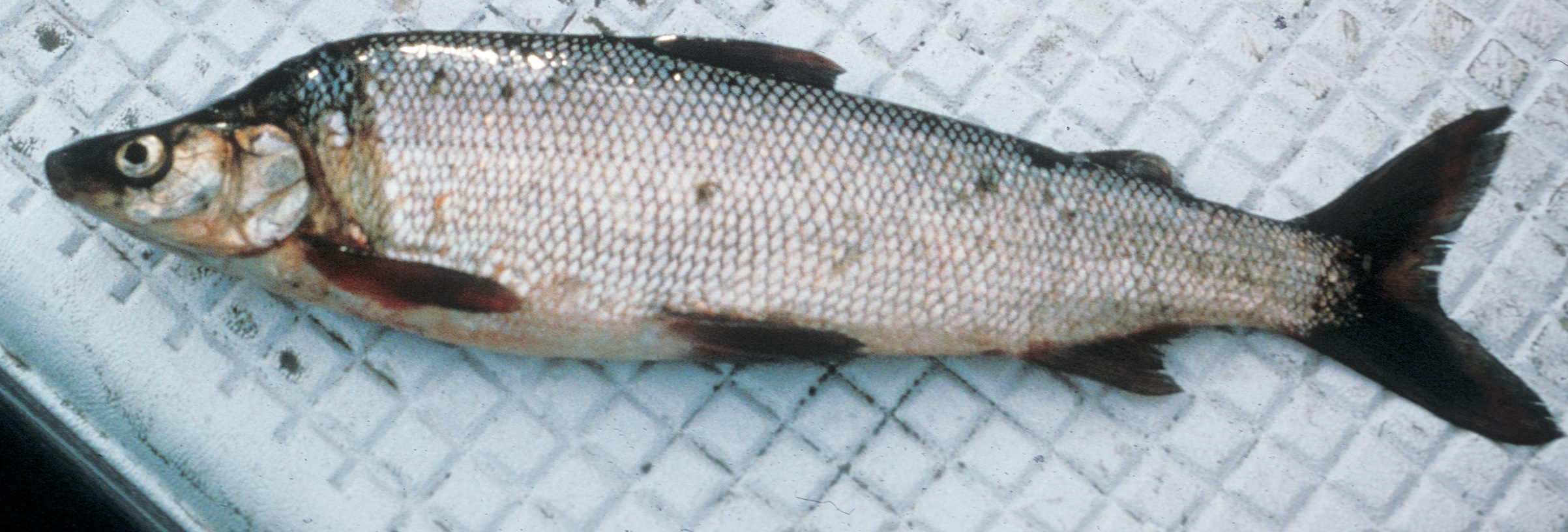
Coregonus pidschian
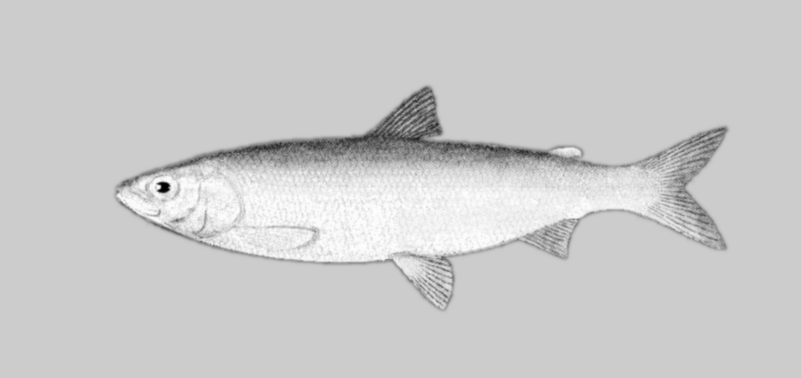
Coregonus reighardi
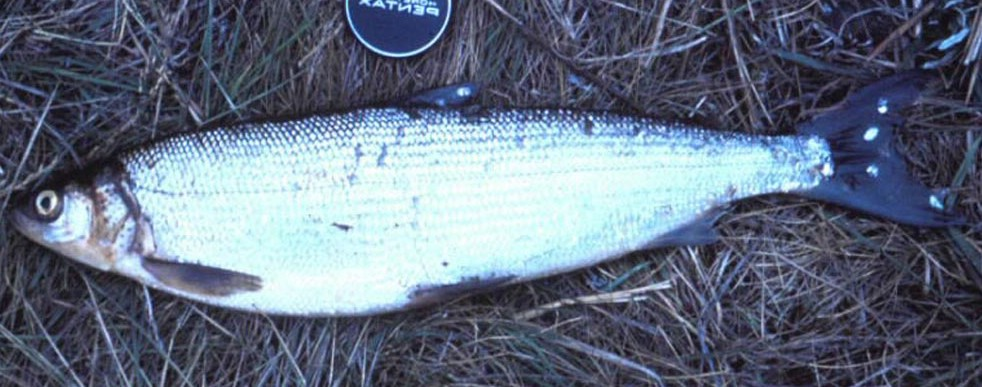
Coregonus sardinella
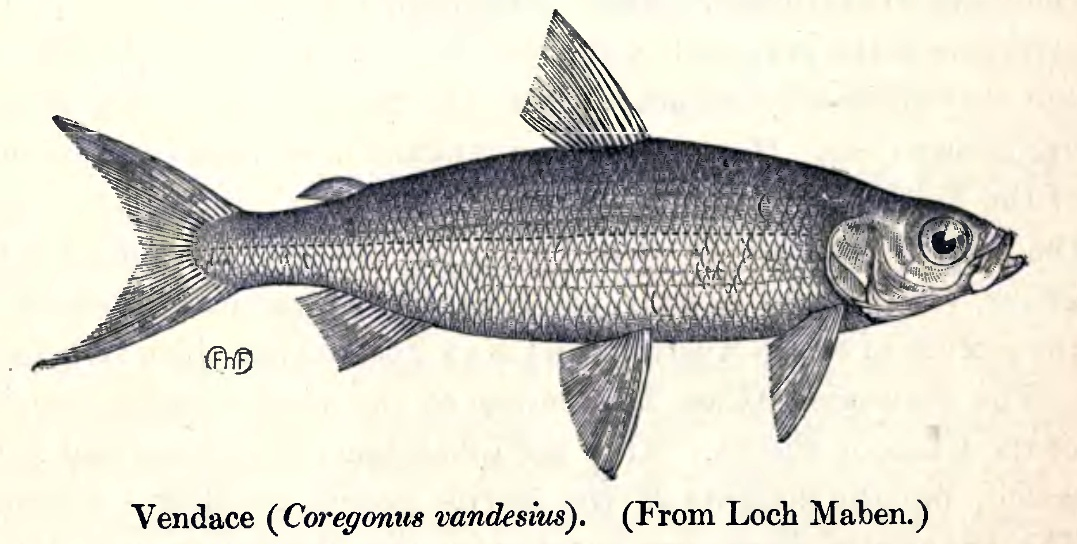
Coregonus vandesius
Coregonus wartmanni

W powyższym wykazie uwzględniono również gatunki wymarłe ujęte w Czerwonej księdze gatunków zagrożonych:
- † Coregonus alpenae
- † Coregonus bezola
- † Coregonus fera
- † Coregonus gutturosus
- † Coregonus hiemalis
- † Coregonus johannae
- † Coregonus nigripinnis
- † Coregonus oxyrinchus
- † Coregonus restrictus

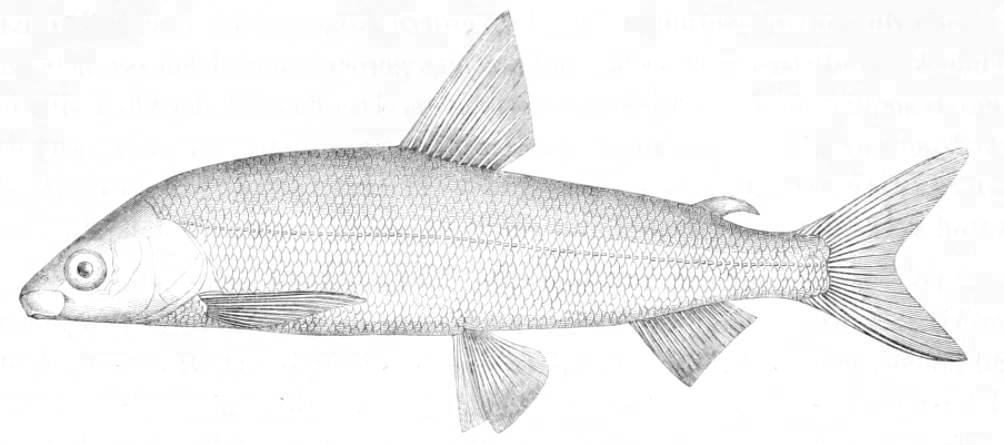
Coregonus gutturosus
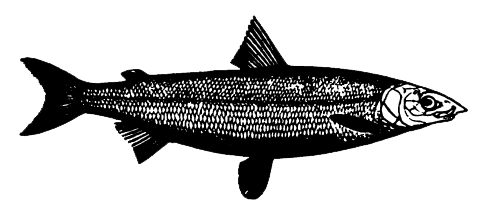
Coregonus oxyrinchus